# Hart Bochner
Hart Matthew Bochner (Toronto, Ontario, Canada, 3 oktober 1956) is een Canadees acteur, regisseur en producer. Hij speelde in films, maar ook voor de televisie. Bochner deed mee in bijna 40 producties, waaronder Die Hard, Liberty Stands Still en Mr. Destiny. In 2008 verscheen Just Add Water, een film die geregisseerd, geschreven en geproduceerd werd door Bochner. 

## Filmografie (als acteur)
- Carrie (2013) - Mr. Hargensen (onvermeld)
- Company Retreat (2009)  - Lonny
- The Starter Wife televisieserie - Zach McNeill
- The Inside televisieserie - Cole Brandt (Afl., Old Wounds, 2005)
- Baby for Sale (televisiefilm, 2004) - Steve Johnson
- Crossing Jordan televisieserie - Dr. Ben Hothorne (Afl., Ockham's Razor, 2003)
- Once Around the Park (televisiefilm, 2003) - Nick Wingfield
- Project Redlight (2002) - Verteller
- Liberty Stands Still (2002) - Hank Wilford
- Say Nothing (2001) - Matt Needham
- Night Visions televisieserie - Jack (Afl., Used Car, 2001)
- Silicon Follies (televisiefilm, 2001) - Rol onbekend
- Investigating Sex (2001) - Rol onbekend (Niet op aftiteling)
- Speaking of Sex (2001) - Felix
- Urban Legends: Final Cut (2000) - Professor Solomon
- Anywhere But Here (1999) - Josh Spritzer
- Break Up (1998) - Frankie Dade
- Bulworth (1998) - Hugh Waldron, Bulworth's Political Opponent (Niet op aftiteling)
- Children of the Dust (televisiefilm, 1995) - Shelby Hornbeck
- Batman: Mask of the Phantasm (1993) - City Councilman Arthur Reeves (Stem)
- The Innocent (1993) - Russell
- Complex of Fear (televisiefilm, 1993) - Ray Dolan
- Mad at the Moon (1992) - Miller Brown
- And the Sea Will Tell (televisiefilm, 1991) - Buck Walker
- Mr. Destiny (1990) - Niles Pender
- Teach 109 (televisiefilm, 1990) - Dr. Bonner
- Fellow Traveller (televisiefilm, 1989) - Clifford Byrne
- War and Remembrance (Mini-serie, 1988) - Byron Henry
- Die Hard (1988) - Harry Ellis
- Apartment Zero (1988) - Jack Carney
- Making Mr. Right (1987) - Don
- The Sun Also Rises (televisiefilm, 1984) - Jake Barnes
- The Wild Life (1984) - David Curtiss
- Supergirl (1984) - Ethan
- Having It All (televisiefilm, 1982) - Jess Enright
- Callahan (televisiefilm, 1982) - Callahan
- Rich and Famous (1981) - Christopher 'Chris' Adams
- East of Eden (Mini-serie, 1981) - Aron Trask
- Terror Train (1980) - Doc Manley
- Haywire (televisiefilm, 1980) - William 'Bill' Hayward
- Breaking Away (1979) - Rod
- Islands in the Stream (1977) - Tom

## Filmografie (als regisseur)
- Just Add Water (2008)
- High School High (1996)
- PCU (1994)
- The Buzz (1992)

## Filmografie (als producer en schrijver)
- Just Add Water (2008)
- The Buzz (1992)

- Bibsys: 15035754
- Biblioteca Nacional de España: XX1288325
- Bibliothèque nationale de France: cb14009006z (data)
- Gemeinsame Normdatei: 142019933
- International Standard Name Identifier: 0000 0001 2012 5853
- Library of Congress Control Number: no2003041625
- Nationale Bibliotheek van Israël: 987007410916905171
- Nederlandse Thesaurus van Auteursnamen: 165893478
- SNAC: w66v48j9
- Virtual International Authority File: 171200467
- WorldCat: E39PBJrgJG4v64tv6fT34Bm8G3